# Wikiforrás
A Wikiforrás (angolul: Wikisource, régi nevén Project Sourceberg) a Wikimédia Alapítvány által fenntartott Wikipédia webhely azon része, mely eredeti forrásszövegeket tartalmaz, mint amilyenek például az alkotmányok és egyezmények szövegei, vagy a szépirodalmi művek.
A Wikisource eredetileg nem tartalmazott nemzeti nyelvű részlegeket („oldwikisource” domain), a környezet nyelve is angol volt. 2005-től kezdtek az egyes elkülönült nyelvi részlegek úgy kialakulni, mint ahogy a Wikipédiában már ma is látható. Külön magyar részleg sokáig nem volt a Wikisource-ban, de készült egy magyar kezdőlap (l. a linkeket), és több „magyarorientált” szöveg is, 2005-ben pedig megkezdődött az angol részlegben beállítható magyar nyelvű környezet elkészítése.
2006 júniusában elindult a magyar részleg.